# Väike-Rakke (Elva)
Väike-Rakke est une localité de la commune d'Elva, en Estonie.
Au 31 décembre 2011, il compte 186 habitants.